# Седл Пік (національний парк)
Національний парк Седл Пік — національний парк на Андаманських і Нікобарських островах в Індії. Він був створений у 1979 році на прилеглих територіях Седдл Пік. Седл-Пік або Седл-Гіллз розташований на Північному Андаманському острові.

## Клімат
Він займає площу 32,54 квадратного кілометра (32 540 000,00 м2). Клімат тут типово океанічний. Температура зазвичай коливається в межах 20—30 °C (68—86 °F) . З червня по жовтень — сезон дощів.

## Тваринний світ
Серед тварин тут трапляються андаманська дика свиня, андаманська пагорба майна, андаманський імператорський голуб, водяний варан, дельфіни, кити та морський крокодил.

## Флора
Національний парк Седл Пік оточений вологою тропічною рослинністю, а також листяним вічнозеленим лісом. На цих островах трапляються види Scolopia pusilla та Cleistanthus robustus, яких немає на материковій частині Індії.